# إلتساخ
التساخ (بالألمانية: Elzach) هي بلدة، مدينة وبلدة ألمانية تقع في ألمانيا في إمندينغن. يقدر عدد سكانها بـ 7,139 نسمة .

## المدن التوأمة
مدن Telfs، Canton of Villé، وورثينغ ‏ و دمرة ‏ هي مدن توأمة لـالتساخ.

## أعلام
- هرمان ديتريش